# Гривеник

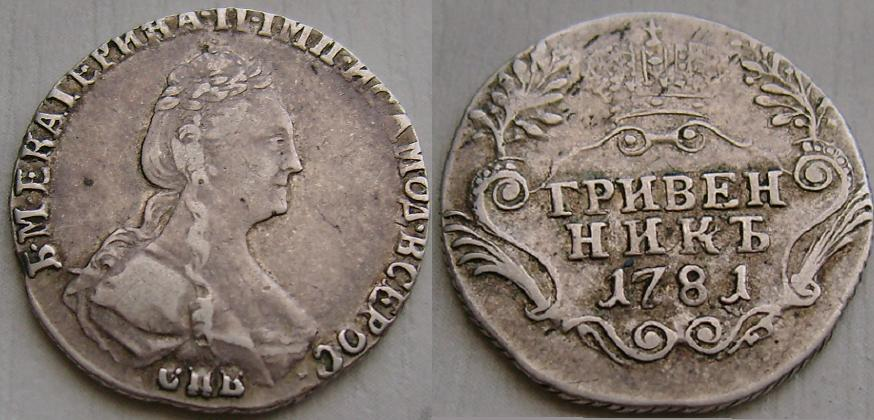
Гривеник 1781 р.

Гривеник (рос. гривенник, також гривна) — срібна російська монета, номінальна вартість якої 10 копійок. Запроваджена в обіг у результаті грошової реформи Петра I. Перші гривеники відкарбовано на Красному та Кадашевському монетних дворах у Москві близько 1701. До 1796 на монетах містилося словесне позначення номіналу — «Гривенникъ». Після цього термін «гривеник» використовувався в розмовній мові для позначення монет номіналом 10 коп., які карбувалися майже щорічно. На аверсі вміщувалося зображення державного герба, на реверсі — позначення номіналу та дата карбування. До 1867 проба металу в гривениках відповідала пробі повноцінних срібних російських монет. Від 1867 гривеники випускали зі срібла 500-ї проби. У СРСР карбувалися від 1924 зі срібла, потім — з нікелю та мідно-нікелевого сплаву.